# Lauterkeit
Der Ausdruck Lauterkeit (mittelhochdeutsch lūterkeit für ‚Reinheit‘, ‚Anständigkeit‘) bezeichnet im üblichen Sprachgebrauch den Charakter eines offenen, ehrlichen und fairen Verhaltens frei von anderen Absichten. Der Begriff findet auch Verwendung in nationalem und internationalem Recht, Wettbewerb, Handel, Marketing, Werbung, Journalismus.

## Bedeutungen
Das zugehörige Adjektiv lauter (mhd. lūter, ahd. (h)lūttar ‚rein‘; ‚hell‘, ‚klar‘, eigentlich = gereinigt, gespült) hat zwei Bedeutungen:
- rein, unvermischt (z. B.: „lauteres Gold“, „lauteres Quellwasser“, „Er sagt die lautere Wahrheit.“),
- anständig, edel (z. B.: „ein lauterer Charakter“, „Sie hat lautere Absichten.“, „ein lauteres Gemüt“, „ein Mensch von lauterer Gesinnung“).

Das Substantiv „Lauterkeit“ bezieht sich dabei auf die zweite Bedeutung.
Das zugehörige Verb läutern bezeichnet verschiedene Formen der Reinigung.

## Lauterkeitsrecht
In einer Studie zur Realisierbarkeit eines allgemeinen Rechtsrahmens zur Lauterkeit im Handelsverkehr wird zwischen fünf Rechtsbegriffen unterschieden, „nämlich de[m] der guten Sitten (Österreich, Deutschland, Griechenland, Portugal), der Lauterkeit des Geschäftsverkehrs (Belgien, Italien, Luxemburg und Spanien), der guten Marketingpraxis (Dänemark, Finnland und Schweden), der Rechtswidrigkeit (Niederlande) und des Verschuldens (Frankreich). Die Wortwahl wird nach wie vor stark davon beeinflusst, welchem Rechtskreis das betreffende Land von jeher angehört (Rechtskreislehre)“. Ein Konsens über Lauterkeit ist eine Bedingung für ein gemeinschaftliches Handels- und Wettbewerbsrecht.
Die Europäische Union hat national unterschiedliche Ansichten darüber, was im Geschäftsleben unlauter, für die Verbraucherinteressen schädlich und daher unerwünscht sei, als Unsicherheitsfaktor und wettbewerbsverzerrend und insbesondere als Hemmnis für Unternehmer wie Verbraucher erkannt, an einem funktionierenden Binnenmarkt für Dienstleistungen wie Waren und seinen Freiheiten teilzuhaben. Die Richtlinie 2005/29/EG des Europäischen Parlaments und des Rates vom 11. Mai 2005 über unlautere Geschäftspraktiken im binnenmarktinternen Geschäftsverkehr zwischen Unternehmen und Verbrauchern versteht sich daher als Maßnahme zur Förderung grenzüberschreitender Geschäfte und des Schutzes der Verbraucher, deren Vertrauen in den Markt durch unlautere Geschäftspraktiken untergraben werden könne. Sie verbietet sie. Damit meint sie insbesondere irreführende Handlungen (also Verbrauchertäuschung aktiv oder durch Unterlassen gebotener Information etwa über die Anschrift des Gewerbetreibenden) und aggressive Beeinflussung etwa durch Bedrängen oder Nötigen. In ihrem Anhang nennt sie 31 stets unlautere Geschäftspraktiken wie das wahrheitswidrige Werben mit einem Verhaltenskodex oder Gütesiegel, dem man sich unterworfen habe, Lockvogelangebote oder das hartnäckige unerwünschte Ansprechen über Telefon oder E-Mails. In Deutschland setzt die Richtlinie das Gesetz gegen den unlauteren Wettbewerb (UWG).
Besondere Regeln zum Schutz der Verbraucher gegen Irreführung hat die Verordnung (EU) Nr. 1169/2011 vom 25. Oktober 2011 in Bezug auf seine Information über Lebensmittel geschaffen. Verstöße gegen ihre Grundsätze zur Lauterkeit der Informationspraxis sind in Deutschland strafbar.

## Philosophie
- Zentraler Begriff der Spätphilosophie von Friedrich Wilhelm Joseph Schelling, z. B. in der Philosophie der Offenbarung (1841/42, Berliner Vorlesungen).